# Alf Martinsen
Alf Martinsen (Lillestrøm, 29 dicembre 1911 – Lillestrøm, 23 agosto 1988) è stato un calciatore norvegese, di ruolo attaccante.

## Carriera

### Giocatore

#### Club
Martinsen iniziò la carriera con la maglia del Fram, per passare in seguito al Lillestrøm.

#### Nazionale
Martinsen giocò 25 partite con la Norvegia, mettendo a segno 10 reti. Debuttò il 26 luglio 1936, nella vittoria per quattro a tre contro la Svezia. Il 3 agosto dello stesso anno, arrivarono le prime reti: siglò infatti una doppietta ai danni della Turchia, in un match vinto per quattro a zero. Vinse il bronzo a Berlino 1936 e fece parte della squadra che partecipò al campionato del mondo 1938.

### Allenatore
Martinsen fu allenatore del Lillestrøm in due occasioni, la prima dal 1947 al 1950 e la seconda dal 1952 al 1953.